# Исландская хоккейная лига 2010/2011
В 2010—2011 годах прошел 20-й сезон Исландской хоккейной лиги.

## Регулярный сезон
|    | Клуб      | И  | В  | ВО | ПО | П  | Голы    | Очки |
| -- | --------- | -- | -- | -- | -- | -- | ------- | ---- |
| 1. | Акюрейри  | 18 | 12 | 2  | 1  | 3  | 111:051 | 41   |
| 2. | Рейкьявик | 18 | 11 | 1  | 1  | 5  | 094:071 | 36   |
| 3. | Ётнарнир  | 18 | 5  | 0  | 2  | 11 | 063:116 | 17   |
| 4. | Бьёрнин   | 18 | 4  | 1  | 0  | 13 | 065:095 | 14   |

И = Игры, В = Выигрыш, Н = Ничья, П = Поражение, ВО = Выигрыш в овертайме, ПО = Поражение в овертайме

## Финал
Матчи прошли 27 февраля, 1, 3, 6 и 8 марта 2011:
- Акюрейри - Рейкьявик 3:2 (4:6, 2:3, 3:2, 2:1, 6:2)

## Статистика и рекорды
- Был сыгран 41 матчей, было забито 364 гола (8,89 за игру).
- Крупнейшая победа и самый результативный матч: (04.01.2011) «Ётнарнир» - «Акюрейри» 4-15
- Самый нерезультативный матч: (06.03.2011) «Рейкьявик» - «Акюрейри» 1-2
- Лучшие игроки регулярного сезона (гол+пас): Эгилл Тормодссон (Egill Thormódsson, «Рейкьявик») — 41 очко (24 гола и 17 пасов); Гаути Тормодссон (Gauti Thormódsson, «Рейкьявик») — 40 очков (16 голов и 24 паса)